# Joseph Bonnefille
Pour les articles homonymes, voir Bonnefille.
Joseph Bonnefille né à Avignon le 9 août 1828 et mort dans la même ville le 28 mars 1896, est un sculpteur français.

## Biographie
Joseph Roch Bonnefille est né à Avignon le 9 août 1828, fils de Roch Bonnefille, ouvrier marbrier, et d'Euphrosine Peloud . 
En 1847, il est lauréat pour le prix de dessin fondé par Calvet. 
Il se marie à Avignon en 1852 où il exerce comme son père la profession de marbrier.
Le musée Calvet d'Avignon possède de lui un petit groupe en marbre représentant Deux enfants en buste s'embrassant, un don de l'artiste en 1866.
Mort à Avignon le 28 mars 1896, il y repose au cimetière Saint-Véran.